# Ralf Moeller
Ralf Rudolf Möller (Recklinghausen, 12 de enero de 1959), conocido como Ralf Moeller, es un actor y fisioculturista alemán. Es conocido por sus papeles de Brick Bardo en Cyborg, Kjartan en The Viking Sagas, el personaje principal del programa de televisión Conan the Adventurer, Hagen en Gladiator, Thorak en El rey Escorpión y Ulfar en Pathfinder. En 1986 ganó el Campeonato del Mundo amateur de culturismo.

## Biografía
Moeller empezó su carrera de fisioculturista a los 17 años, y fue campeón alemán en 1984. En 1988 compitió en "Mr. Olympia", junto con Lee Haney, Shawn Ray y otros campeones. Con su 1,97 metros de estatura y 130 kilogramos de peso, es el fisioculturista más alto. En 1986 ganó el Campeonato del Mundo amateur de culturismo (IFBB Mr. Universe).
Empezó su carrera como actor en 1989 en la película Cyborg. En 1992, trabajó en Soldado universal, con Dolph Lundgren y Jean-Claude Van Damme.
En el año 2000, tuvo su papel más importante en el cine, Gladiator, en la que actuó junto a Russell Crowe. Moeller interpretó a Hagen, un gladiador germano. La película obtuvo varias nominaciones a distintos premios además de ganar un Oscar. Posteriormente tuvo un papel en El rey Escorpión de 2002. Después de esas dos películas tuvo un papel principal en The Viking Sagas, con su amigo, también fisioculturista, Sven-Ole Thorsen. Gracias a su físico, también protagonizó Conan the Adventurer, una serie televisiva sobre Conan.
Colaboró con el grupo de música alemán E Nomine en uno de sus discos.
Se mudó al Sur de California con su esposa en 1991 y tienen dos hijas. Desde los años 2010 mantiene una dieta vegana.

## Filmografía
- Ridley Jones: The Movie (2032) - Commander
- Sabotage (2014)
- Slave (2011)
- Alone in the Dark II (2009) - Boyle
- Far Cry (2008) - Max
- Time of the Comet (2007) - Ralf Keitel
- Seed (2007) - Alcaide Wright
- Postal (2007) - Agente John
- Pathfinder (2006)
- Beerfest (2006)
- Ring of the Nibelungs (2004) (TV) - Rey Thorkilt
- El Padrino (2003) - Kurt Meyers
- Max and Grace (2003) - Bruno
- The Paradise Virus (2003) - Joseph
- El rey Escorpión (2002) - Thorak
- Ozzie (2001) - Tank Emerson
- Gladiator (2000) - Hagen
- The Bad Pack (1998) - Kurt Mayer
- Conan the Adventurer (1998) (serie de televisión) - Conan
- Batman & Robin (1997) - Guardia del asilo
- The Viking Sagas (1995) - Kjartan
- Best of the Best 2 (1993) - Brakus
- Soldado universal (1992) - GR76
- Cyborg (1989) - Brick Bardo